# 冰川台站

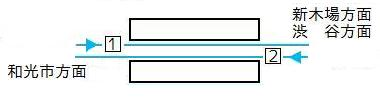
冰川台站配線略圖

冰川台站（日语：／ Hikawadai eki */?）是位於日本東京都練馬區冰川台三丁目，屬於東京地下鐵的鐵路車站。
此站有有樂町線、副都心線停靠。包括此站的和光市站－小竹向原站路段由有樂町線與副都心線共用軌道。有樂町線的車站編號是Y 05、副都心線是F 05。

## 歷史
- 1983年（昭和58年）6月24日：帝都高速度交通營團（營團地下鐵）有樂町線的車站開業。
- 2003年（平成15年）2月：成為業務委託站。
- 2004年（平成16年）4月1日：營團地下鐵民營化。此站由東京地下鐵繼承。
- 2008年（平成20年）6月14日：伴隨副都心線開業，成為有樂町線與副都心線的共用站。
- 2010年（平成22年）
  - 5月22日：1號月台設置月台閘門[2]。
  - 5月29日：2號月台設置月台閘門[2]。
  - 8月21日：啟用月台閘門[2]。
- 2011年（平成23年）2月24日：引入發車音樂[3]。

## 車站構造
本站是側式月台2面2線之地下車站，往和光市方向為轉彎處。本站是副都心線唯一、有樂町線唯二（新富町站）採用側式月台的車站。
2010年8月21日啟用可動式月台門。

### 月台配置

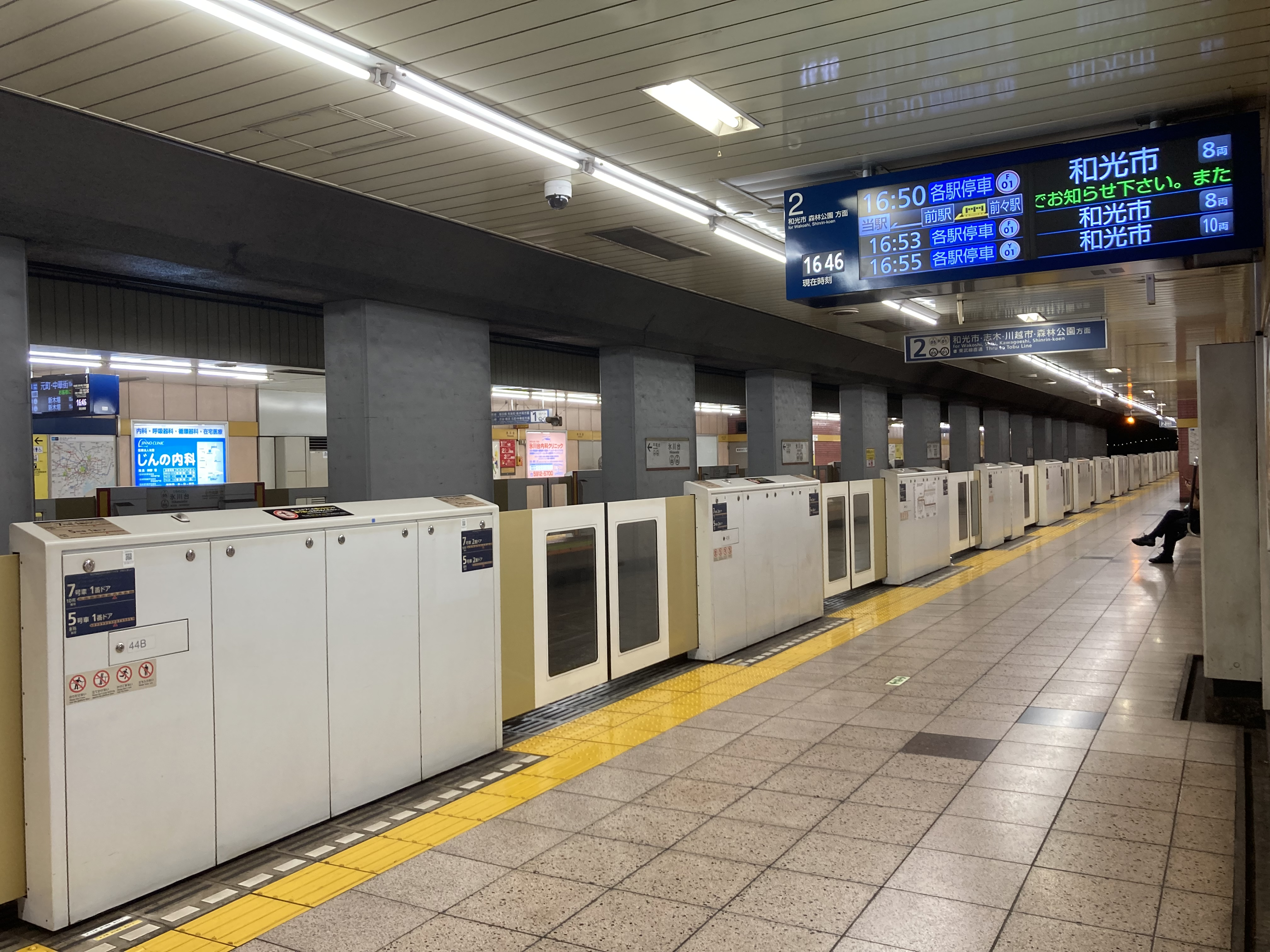
2號月台（2022年7月）

| 月台 | 路線              | 目的地                                        | 備註                                        |
| ---- | ----------------- | --------------------------------------------- | ------------------------------------------- |
| 1    | 有樂町線          | 池袋、有樂町、新木場方向                      |                                             |
| 1    | 副都心線          | 池袋、新宿三丁目、澀谷、橫濱、元町·中華街方向 | 澀谷站直通 東急東橫線、 橫濱站直通 港未來線 |
| 2    | 有樂町線 副都心線 | 和光市、森林公園方向                          | 和光市站直通 東武東上線 （至森林公園站）    |

（來源：東京地下鐵:構內圖（页面存档备份，存于））
- 2號月台（2022年7月）

## 利用狀況
2017年度1日平均上下車人次為40,014人，在東京地下鐵全部130個車站中排名第94位。
近年1日平均上下車、上車人次變化如下表。
| 年度               | 1日平均 上下車人次 | 1日平均 上車人次 | 來源     |
| ------------------ | ------------------ | ---------------- | -------- |
| 1992年（平成04年） |                    | 13,847           | [ * 1 ]  |
| 1993年（平成05年） |                    | 13,986           | [ * 2 ]  |
| 1994年（平成06年） |                    | 14,148           | [ * 3 ]  |
| 1995年（平成07年） |                    | 14,538           | [ * 4 ]  |
| 1996年（平成08年） |                    | 14,904           | [ * 5 ]  |
| 1997年（平成09年） |                    | 14,841           | [ * 6 ]  |
| 1998年（平成10年） |                    | 14,871           | [ * 7 ]  |
| 1999年（平成11年） |                    | 14,694           | [ * 8 ]  |
| 2000年（平成12年） |                    | 14,874           | [ * 9 ]  |
| 2001年（平成13年） |                    | 14,975           | [ * 10 ] |
| 2002年（平成14年） | 29,449             | 15,057           | [ * 11 ] |
| 2003年（平成15年） | 29,774             | 15,224           | [ * 12 ] |
| 2004年（平成16年） | 30,205             | 15,417           | [ * 13 ] |
| 2005年（平成17年） | 31,077             | 15,855           | [ * 14 ] |
| 2006年（平成18年） | 31,987             | 16,248           | [ * 15 ] |
| 2007年（平成19年） | 33,090             | 16,910           | [ * 16 ] |
| 2008年（平成20年） | 34,942             | 17,608           | [ * 17 ] |
| 2009年（平成21年） | 34,844             | 17,661           | [ * 18 ] |
| 2010年（平成22年） | 34,940             | 17,636           | [ * 19 ] |
| 2011年（平成23年） | 34,957             | 17,656           | [ * 20 ] |
| 2012年（平成24年） | 36,181             | 18,224           | [ * 21 ] |
| 2013年（平成25年） | 37,695             | 18,966           | [ * 22 ] |
| 2014年（平成26年） | 37,700             | 18,955           | [ * 23 ] |
| 2015年（平成27年） | 38,722             | 19,459           | [ * 24 ] |
| 2016年（平成28年） | 39,258             | 19,723           | [ * 25 ] |
| 2017年（平成29年） | 40,014             |                  |          |

## 車站周邊
車站旁有沿岸種植櫻花樹的石神井川與櫻花樹，周邊有超市與各式餐飲店、柏青哥店等，跨過正久保橋有SUMMIT冰川台店、FamilyMart冰川台站前店等。
站前預定的東京都市計畫道路幹線街路放射第36號線正在進行中。
過去本地多農地，自設站以來陸續開發為住宅區。
出入口1
- 冰川台1 - 4丁目
- 早宮1丁目
- 櫻台6丁目
- 平和台3丁目
- 早宮1丁目交差點
- 練馬冰川台郵便局
- 三井住友銀行冰川台支店
- 丸山橋
- 四之宮宿橋
- 鎌田橋
- 練馬區立開進第一中學校
- 城北中央公園
- 東京少年鑑別所（日语：少年鑑別所）
- 石神井川
- 城北公園通

出口2
- 冰川台3丁目
- 櫻台2、3丁目
- 羽澤2、3丁目
- 正久保橋
- 正久保橋交差點
- 練馬區櫻台體育館
- 練馬區立開進第三中學校（日语：練馬区立開進第三中学校）
- 練馬區櫻台地區區民館
- 宮宿橋
- 羽根澤橋
- 練馬區立開進第四小學校（日语：練馬区立開進第四小学校）
- 練馬區立開進第四中學校（日语：練馬区立開進第四中学校）
- 濕化味橋
- 東京都立大山高等學校（日语：東京都立大山高等学校）
- 石神井川
- 正久保通
- 櫻台通

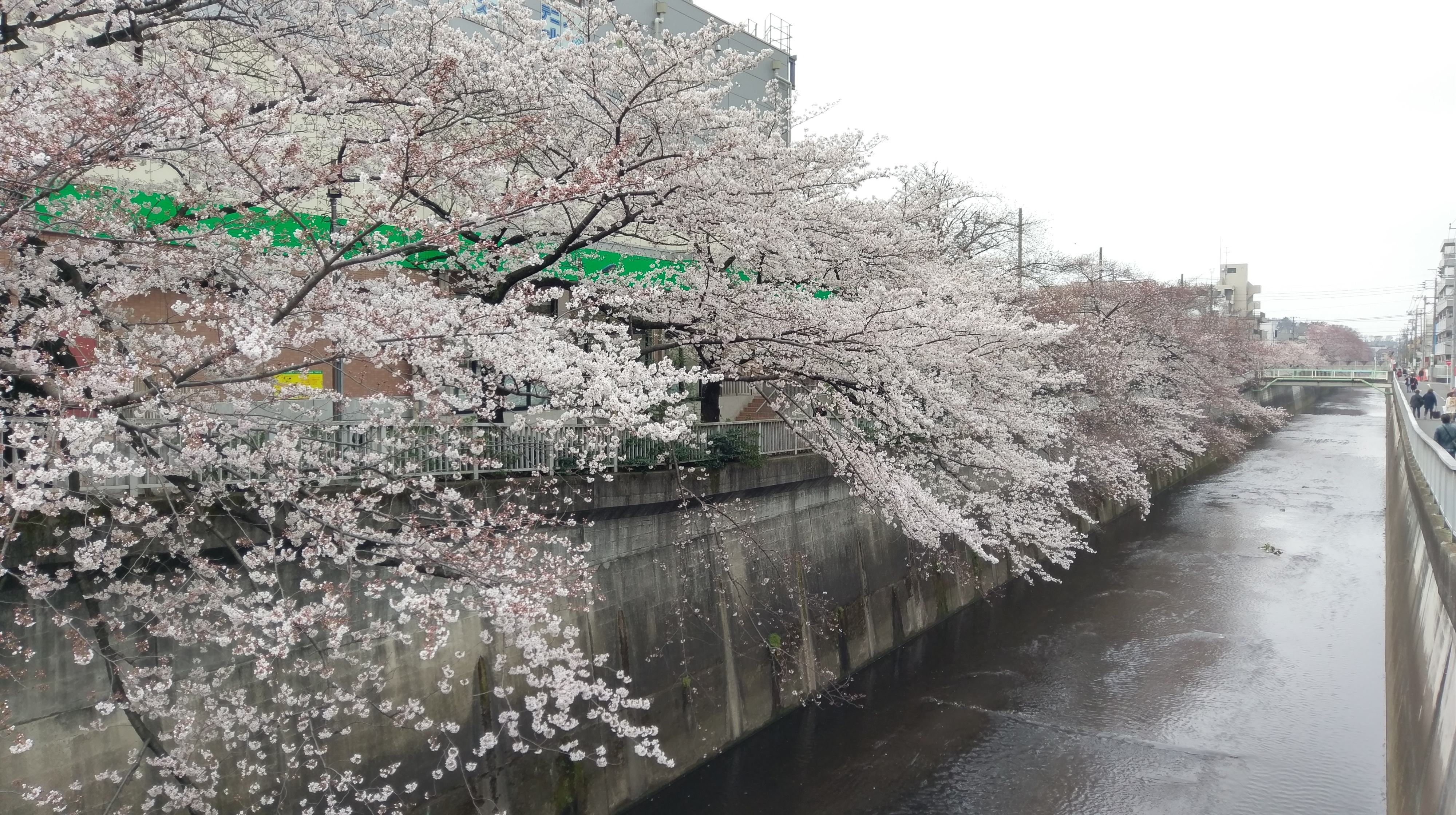
氷川台駅旁櫻花一景(石神井川，2019年3月31日攝)

## 巴士路線
最近的巴士站是冰川台站與冰川台站西（綠巴士），由國際興業巴士運行以下路線。
深夜急行巴士
- 往和光市站南口（僅平日，僅可下車）

社區巴士
- 綠巴士冰川台線：經練馬北町車庫（日语：国際興業バス練馬営業所）往東武練馬站循環、經練馬站、光丘站往練馬光丘醫院（日语：地域医療振興協会練馬光が丘病院）

## 相鄰車站
東京地下鐵
 有樂町線（只限各站停車）、 副都心線

■急行
通過
■通勤急行、■各站停車（通勤急行於澀谷、元町·中華街方向於小竹向原停止各站停車、和光市方向於和光市停止各站停車）
平和台（Y 04、F 04）－冰川台（Y 05、F 05）－小竹向原（Y 06、F 06）

### 來源
東京都統計年鑑
1. ↑  .   [2017-05-01]. （原始内容存档于2013-08-15）.
2. ↑  .   [2017-05-01]. （原始内容存档于2013-02-03）.
3. ↑  .   [2017-05-01]. （原始内容存档于2013-02-03）.
4. ↑  .   [2017-05-01]. （原始内容存档于2013-02-03）.
5. ↑  .   [2017-05-01]. （原始内容存档于2013-02-03）.
6. ↑  .   [2017-05-01]. （原始内容存档于2016-03-04）.
7. ↑  東京都統計年鑑（平成10年）PDF
8. ↑  東京都統計年鑑（平成11年）PDF
9. ↑  .   [2017-05-01]. （原始内容存档于2016-03-04）.
10. ↑  .   [2017-05-01]. （原始内容存档于2016-03-04）.
11. ↑  .   [2017-05-01]. （原始内容存档于2017-07-29）.
12. ↑  .   [2017-05-01]. （原始内容存档于2017-07-29）.
13. ↑  .   [2017-05-01]. （原始内容存档于2017-07-29）.
14. ↑  .   [2017-05-01]. （原始内容存档于2017-07-29）.
15. ↑  .   [2017-05-01]. （原始内容存档于2017-07-29）.
16. ↑  .   [2017-05-01]. （原始内容存档于2017-07-29）.
17. ↑  .   [2017-05-01]. （原始内容存档于2017-07-29）.
18. ↑  .   [2017-05-01]. （原始内容存档于2016-03-26）.
19. ↑  .   [2017-05-01]. （原始内容存档于2016-03-27）.
20. ↑  .   [2017-05-01]. （原始内容存档于2016-03-25）.
21. ↑  .   [2017-05-01]. （原始内容存档于2016-03-27）.
22. ↑  .   [2017-05-01]. （原始内容存档于2016-03-22）.
23. ↑  .   [2017-05-01]. （原始内容存档于2017-07-30）.
24. ↑  .   [2019-01-10]. （原始内容存档于2018-11-09）.
25. ↑  .   [2019-01-10]. （原始内容存档于2019-05-02）.

## 外部連結
- 冰川台/Y05/F05 | 路線・車站資訊 | 東京地下鐵